# Patriotismus (Kurzgeschichte)

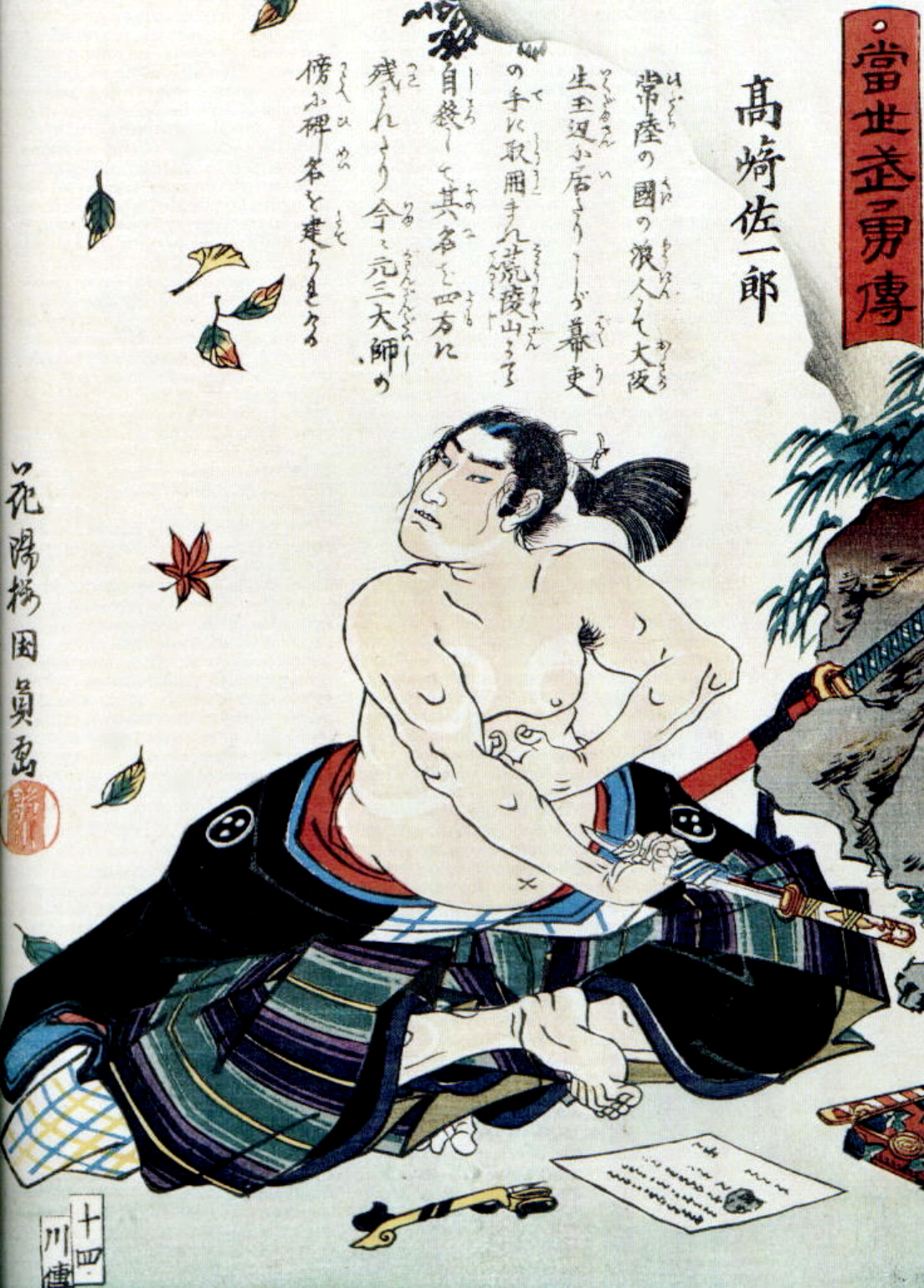
Bildnis eines Samurai, der Seppuku begeht.

Patriotismus (憂国, Yūkoku) ist eine am 15. Dezember 1960 veröffentlichte Kurzgeschichte des japanischen Schriftstellers Yukio Mishima. Sie erschien ursprünglich in der Winterausgabe des Shōsetsu Chūōkōron beim Chūōkōron-Shinsha-Verlag und wurde am 30. Januar 1961 in der Kurzgeschichtensammlung Sutā zusammen mit Stern und Drei Millionen Yen bei Shinchosha wiederveröffentlicht.
Mishima wurde zu der Erzählung durch die Großdemonstrationen gegen den kontroversen Ampo-Vertrag inspiriert, welche er durch linksradikale Gruppierungen wie die Zengakuren unterlaufen sah. Sie handelt von Shinji Takeyama, einem jungen Leutnant der Kaiserlichen Japanischen Armee, der sich nach dem Putschversuch in Japan vom 26. Februar 1936 dazu genötigt fühlt, mit seiner frischen Ehefrau Reiko ritualisierten Suizid zu begehen. Sein Suizid zeigt seine Aufopferung für sein Land und seine Prinzipien – seinen Patriotismus.
Die selbsttötende Handlung und die ihnen obliegenden Todesschmerzen werden über mehrere Seiten im feinsten Detail beschrieben. Gleichzeitig lenkt Mishima laufend das Augenmerk des Lesers auf die Schönheit des Momentes und umschreibt die brutale Handlung mit poetischer, schöner Prosa.
Die Erzählung bezeichnete Mishima als seine eigene „Lieblingsgeschichte.“ Im Jahr 1966 verfilmte er diese unter demselben Namen, die Hauptrolle des Leutnants Shinji spielte er selbst. Patriotismus gewann den 2. Platz auf dem International Short Film Festival in Tours im Januar 1966. Im Jahr 2006 wurde er in die Criterion Collection aufgenommen.
Patriotismus ist Mishimas bekannteste Kurzgeschichte und gilt als Meisterwerk der Nachkriegsliteratur. Insbesondere im Hinblick auf seinen eigenen ritualisierten Suizid im Jahr 1970 ist die Erzählung bis heute regelmäßig Gegenstand von Diskussionen und Analysen.

## Handlung

### Kapitel 1
Der namenlose Erzähler teilt dem Leser mit, dass am 28. Februar 1936, dem dritten Tag des Februarputsches, Leutnant Shinji Takeyama „sein Offiziersschwert nahm und sich zeremoniell ausweidete.“ Shinjis Ehefrau Reiko nahm sich kurz darauf auch ihr Leben. Der Grund für Shinjis Suizid ist seine Verwunderung, dass seine Freunde in der Armee eine Meuterei initiiert hatten und sich gegenseitig bekämpfen.
Shinji hinterlässt eine Notiz mit dem simplen Inhalt „Lang leben die Kaiserlichen Truppen!“ Reikos Suizidnotiz ergänzt: „Der Tag, der für die Frau eines Soldaten kommen musste, ist gekommen.“ Der Erzähler beschreibt die letzten Momente des Paares als solche, „die selbst die Götter weinen ließen“. Shinji war 31, Reiko war 23 und beide hatten vor einem halben Jahr geheiratet.

### Kapitel 2
Die Erzählung springt in der Zeit zurück und beschreibt die Geschehnisse vor dem Tod der Protagonisten. Auf der Kommode im Wohnzimmer steht eine Fotografie ihrer Hochzeit: Shinji trägt seine Soldatenuniform und steht beschützend neben seiner wunderschönen Ehefrau. Nach dem Suizid des Paares werden Angehörige das Foto betrachten und sich fragen, ob „ein Fluch auf der augenscheinlich perfekten Verbindung“ lag. Der Erzähler suggeriert, dass das Ehepaar auf dem Foto in Richtung ihres baldigen Todes blickt.
Das frischverheiratete Paar findet ihr Zuhause in einem neuen Haus in Yotsuya, einem Vorort Tokios. Sie verzichteten auf ihre Flitterwochen, da sie in „Zeiten nationaler Not“ leben. In der Hochzeitsnacht sitzen Shinji und Reiko in ihrem Schlafzimmer. Shinji legt sein Schwert in den Schoß seiner Frau und gibt ihr eine „Soldatenlektion.“ Er erzählt ihr, dass die Ehefrau akzeptieren muss, dass sein Tod jederzeit eintreten kann. Er fragt sie, ob sie sich bereit fühle, dies zu akzeptieren. Reiko geht zu ihrem Schrank und zeigt ihm „das wertvollste ihrer neuesten Besitztümer“, einen Dolch, den ihre Mutter ihr schenkte. Ohne etwas zu sagen, legt sie den Dolch zu dem Schwert ihres Ehemannes. Shinji versteht und beschließt, ihre Hingabe nie mehr in Frage zu stellen.
Das Paar führt ein leidenschaftliches Sexualleben, aber selbst in ihrer Leidenschaft verfügen die Eheleute über „nüchterne und ernste“ Herzen. Wenn sie getrennt sind, denken sie aneinander. Reiko ist nicht einmal darüber verwundert, dass ein vor wenigen Monaten noch völlig fremder Mann, zur „Sonne, um die sich ihre gesamte Welt dreht“, geworden ist.
Das Ehepaar folgt den Vorschlägen der Regierung für ein harmonisches Eheleben. Reiko widerspricht ihrem Ehemann nie und dieser gibt ihr keine Vorgaben. Das Paar platziert Bilder des Kaisers und seiner Familie auf ein besonderes Regal und betet jeden Tag zu diesen. Durch die Rituale lebt das Ehepaar „unter dem festlichen Schutz der Götter“, was sie mit Freude erfüllt.

### Kapitel 3

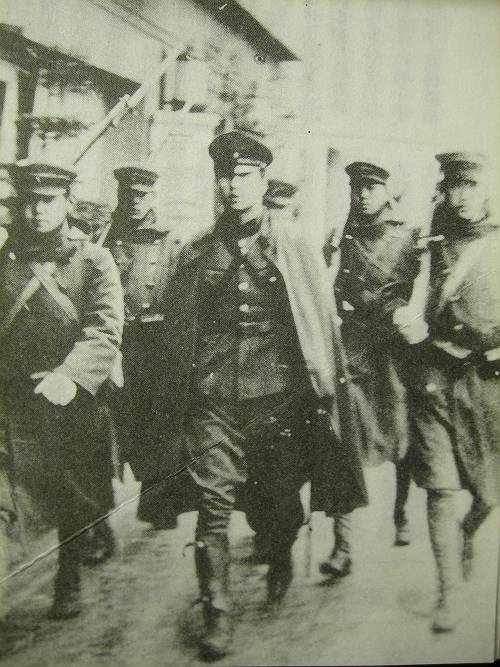
Jungoffizier Yasuhide Kurihara führt die Rebellen an.

Am Morgen des 26. Februar hört das Paar keine Pistolenschüsse, obwohl sie in der Nachbarschaft des Saitō Makoto leben – eines Admirals, der infolge des Februarputsches in seinem Zuhause getötet wurde. Stattdessen erwacht Shinji durch eine Signaltrompete. Er springt aus seinem Bett, legt sich Uniform und Schwert an und verlässt das Haus. Er wird erst am Nachmittag des 28. Februars zurückkehren.
Reiko erfährt von den Vorfällen im Radio. Während der zwei Tage ohne Shinji lebt sie alleine in dem Haus. Reiko vernahm Shinjis Überzeugung zu sterben, als er das Haus verließ, und beschließt, im Fall seiner Nichtrückkehr ihr eigenes Leben zu nehmen. Sie nimmt vorbereitende Handlungen vor, indem sie ihre liebsten Kleider für ihre Schulfreunde aussortiert. Beim Aussortieren kleiner chinesischer Holzfiguren schaut sie mit voller Konzentration auf ein Eichhörnchen und ihre Gedanken schweifen zu die „großartigen, sonnenartigen Prinzipien, die ihr Ehemann verkörpert.“ Sie fühlt, dass sie bereit und glücklich ist, ihre Selbstzerstörung im „schimmernden Sonnenwagen“ zu vollführen. Bis dahin schwelgt sie aber noch in Erinnerungen an ihre Kindheit, als sie mit den Holzfiguren spielte.
Reiko hört die Namen der Freunde ihres Ehemannes im Radio. Sie hört gespannt zu, als der Radiosprecher eine Bewegung „zur Wiederherstellung der Ehre der Nation“ als Meuterei bezeichnet. Am Nachmittag des 28. Februar hört Reiko ein lautes Klopfen an ihrer Tür. Als sie die Tür entriegelt, steht ihr Shinji gegenüber. Sie möchte ihn küssen, aber Shinji läuft blass und ziellos an ihr vorbei.
Nach einiger Zeit fängt Shinji an zu sprechen. Er erzählt Reiko, dass er von dem Putsch seiner Freunde nichts gewusst hatte und diese ihn nicht vorgewarnt hatten, weil er frisch verheiratet ist. Shinji sagt, dass er am nächsten Morgen vermutlich den Befehl erhalten wird, die Soldaten gegen die putschenden Rebellen anzuführen. „Ich kann es nicht machen. Es ist unmöglich das zu machen.“, fügt er hinzu. Ihm wurde eine letzte Nacht Zuhause vor der Attacke gestattet, deswegen ist er wieder da.
Reiko versteht, dass ihr Ehemann „von seinem Tod gesprochen hatte.“ Sie weiß, dass er entschlossen ist, zu sterben. Obwohl er von einem Dilemma spricht, weiß Reiko, dass er sich schon festgesetzt hat. Nach einer längeren Pause kündigt Shinji an, dass er sich am Abend den Bauch aufschneiden wird. Reiko zuckt nicht und bittet ihn, ihm beiwohnen zu können. Shinji ist wie hypnotisiert von der Stärke in Reikos Augen. Er stimmt zu, dass beide gemeinsam Suizid begehen werden. Er muss aber als erstes sterben, damit Reiko Zeugin des Suizids wird.
Ihr Gespräch sorgt für ein plötzliches Aufkommen von Freude in den Augen des Paares. Der Erzähler erklärt, dass Shinji „keine Unregelmäßigkeiten in seinem Tod“ wollte und Reiko diesen deshalb beobachten muss. Dies zeigt Shinjis Vertrauen in Reiko, denn in einem normalen gemeinsamen Suizid würde der Ehemann seine Frau zuerst töten. Shinji aber vertraut seiner Frau, dass sie nach seinem Tod ihren eigenen durchführen wird. Beide lachen einander an und Reiko fühlt sich wie in der Nacht ihrer Hochzeit.
Reiko und Shinji reden über sein Bad und letztes Mahl. Er stimmt dem Bad zu, lehnt Essen aber ab, stattdessen bittet er um warmen Sake oder Reiswein. Während Reiko die Vorbereitungen trifft, sieht Shinji ihre aussortierten Kleider. Er ist in Ekstase über die Hingabe seiner Ehefrau und küsst ihren Nacken. Nachdem der Sake gewärmt ist, bittet Shinji Reiko im Schlafzimmer die Bettwäsche bereitzulegen.
Shinji rasiert sich, während Reiko sein Bad vorbereitet. Shinji fühlt sich wie verjüngt durch die Wärme des Badezimmers nach der „verzweifelten Ermüdung der letzten Tage.“ Shinji fühlt, dass die Lösung von ihm und Reiko diese hinter einer „undurchdringbaren Rüstung von Schönheit und Wahrheit“ schützen wird. Er bemerkt, dass sein Verlangen nach Reiko und sein Patriotismus nicht gegensätzlich, sondern zwei Teile eines großen Ganzen sind.
Shinji ist fertig mit der Rasur und trinkt den warmen Sake. Reiko, die nie zuvor Alkohol getrunken hat, nimmt einen Schluck. Shinji zieht Reiko näher an sich heran und blickt ihr tief ins Gesicht, das „letzte Gesicht, das er in dieser Welt sehen wird.“ Während Reiko selbst ihr letztes Bad nimmt, liegt Shinji auf der frischen Bettwäsche. Er fragt sich, ob ihn der Tod erwartet oder eine „wilde Ekstase der Sinne.“ Als er draußen ein Auto hört, fragt er sich, ob seine Form des Protestes – sein Suizid – überhaupt wahrgenommen werden wird. Am Ende seines Gedanken beschließt er aber, sich darum keine Sorgen zu machen. Er kämpft schließlich einen „Krieg seines Geistes“, in der es „keine Hoffnung auf Ruhm“ gibt.
Reiko betritt das Schlafzimmer und die beiden haben ein letztes Mal leidenschaftlichen Sex. Shinji legt Reiko vor sich und betrachtet ihren nackten Körper ein letztes Mal. Während er sie genau inspiziert, denkt er sich, ihr Gesicht wird ein „wirklich strahlendes Todesgesicht.“ Auch Reiko betrachtet Shinjis nackten Körper ein letztes Mal und ihr entrinnt eine Träne, die auf Shinjis Bauch fällt; der Bauch, den er später aufschneiden wird.

### Kapitel 4

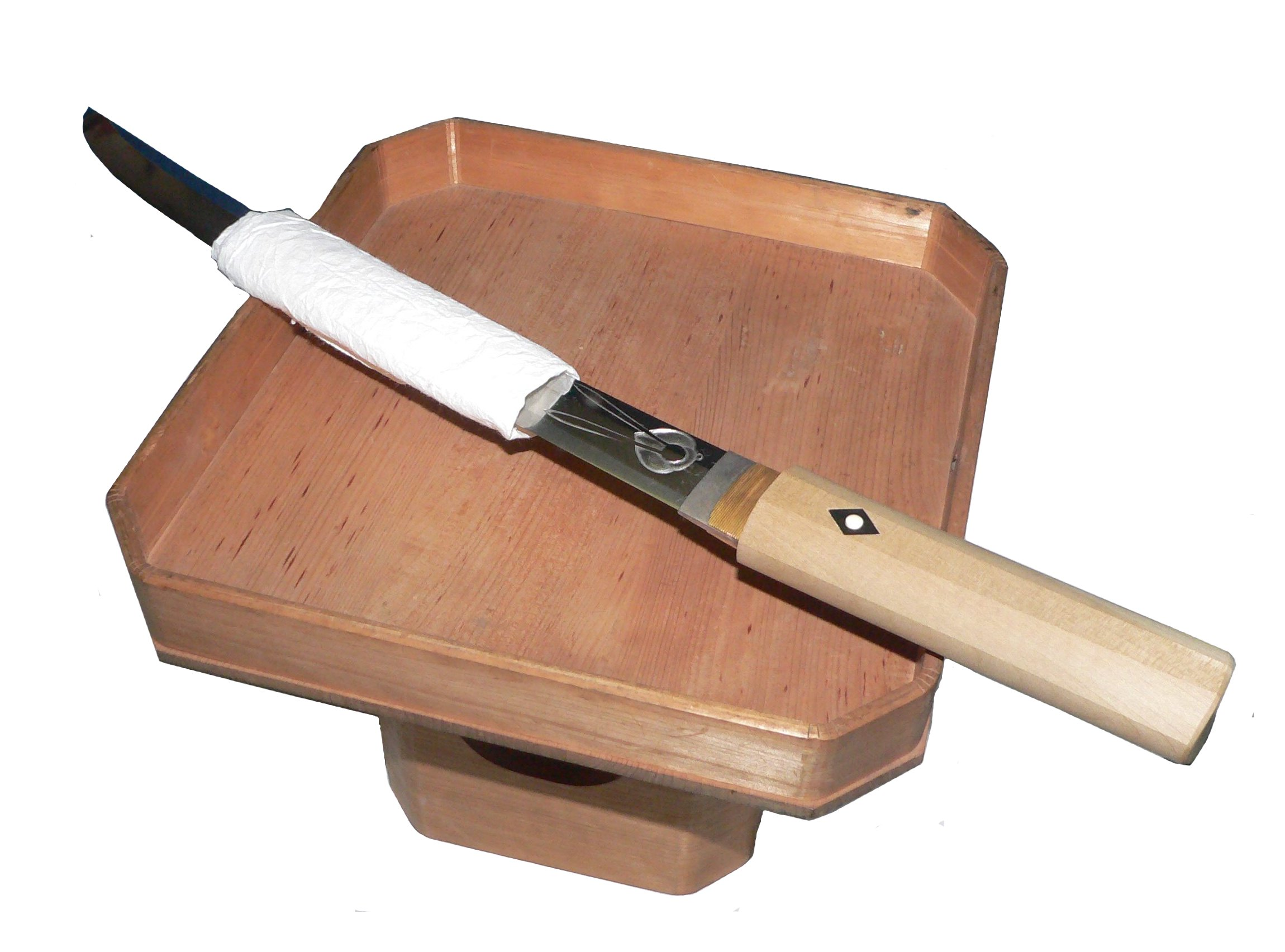
Ein für das Seppuku-Ritual vorbereitetes Tantō.

Shinji und Reiko liegen nebeneinander und lauschen der stillen Nacht. Als letzte Vorkehrungen legen sie die Bettwäsche beiseite und Shinji legt sich seine Uniform an. Beide schreiben ihre Suizidnotiz. Shinji denkt über seine länger nach und entscheidet sich für ein simples „Lang leben die kaiserlichen Truppen!“ Das Paar betet ein letztes Mal zu den Bildern der kaiserlichen Familie.
Shinji setzt sich im Schneidersitz hin und legt sein Schwert vor sich ab. Er warnt Reiko, nicht in Panik zu verfallen, wenn er den tiefen Schnitt setzen wird. Während sie ihm zustimmend zunickt, betrachtet er sie mit einer „bizarren Aufregung“, denn zuvor hatte er seiner Frau noch nie seine Taten als Soldaten gezeigt. Einen Tod vor den Augen seiner Ehefrau betrachtet Shinji als „Höhepunkt des Glücks“, da er in ihr alles symbolisiert sieht, was er liebt: „das Kaiserhaus, das Land und die Armee.“ Während Reiko Shinji tief in die Augen sieht, denkt sie sich, noch nie etwas so schönes gesehen zu haben.
Shinji sagt: „Es ist so weit“ und Reiko verbeugt sich. Shinji zieht sein Schwert aus seiner Scheide und hebt sein Hemd hoch. Er testet die Schärfe der Klinge an seinem Schenkel und sieht sein warmes Blut heruntertropfen. Dies ist das erste Mal, dass Reiko das Blut ihres Ehemannes gesehen hat.
Shinji mustert Reiko und schlägt das Schwert mit einem heftigen Ruck in die Seite seines Bauches. Verwirrt und desorientiert von ersten Ansturm an Schmerzen, fühlt Shinji „vollkommenes Chaos“, als ob der Himmel gefallen wäre und die „Welt betrunken taumelte“. Sein Mut mindert sich auf einen Schlag erheblich und erschrocken sieht er nach unten, um seine Hand und seinen Lendenschurz vollgesogen mit Blut zu sehen.
Reiko hat Schwierigkeiten, nicht zur Hilfe ihres Ehemannes dazwischenzugehen. Aber da es ihre Pflicht wäre, zu schauen, hält sie sich zurück. Sie sieht, wie Shinji seine Lippe beißt, um den Schmerz zu ersticken. Seine Augen sehen aus wie die „unschuldigen und leeren Augen eines kleinen Tieres.“ Shinjis Schmerz lässt Reiko darüber nachdenken, dass sie „keinen sicheren Beweis für ihre eigene Existenz“ hat.
Shinji hat Schwierigkeiten, die Klinge durch seinen Bauch zu ziehen, da diese an seinen Inneren feststeckt. Sein Schmerz intensiviert sich und wird verglichen zu „tausendende Glocken, die bei jedem Atemzug gleichzeitig anschlagen.“ Shinji schafft es mit voller Kraft seinen Bauchnabel zu erreichen und fasst dadurch neuen Mut. Die Matte vor ihm ist voll des Blutes und einige Tropen spritzen so weit, dass sie Reikos weißen Kimono treffen. Shinji erreicht langsam die rechte Seite seines Bauches, aber seine Kräfte schwinden und er beginnt zu erbrechen. Das Würgen des Erbrechens steigert nur den Schmerz.
Das Erzähler beschreibt, dass einen heroischerer Anblick als Shinji in diesem Moment kaum vorstellbar wäre. Shinji fasst seine letzten Kräfte zusammen und presst seinen Kopf nach hinten. Fasziniert betrachtet ihn Reiko und beschreibt sein Gesicht als „kein Gesicht eines lebenden Mannes.“ Shinji setzt das Schwert an seinen Kehlkopf an, aber völlig ohne Kraft und am Zittern verfehlt er mehrfach und trifft nur das Halsband seiner Uniform. Reiko versucht ihm zu helfen, aber merkt, dass sie kaum noch stehen kann.
Auf ihren Knien robbt sie zu Shinji und legt ihm sein Halsband ab. Mit einem letzten Ruck rammt sich Shinji das Schwert in den Hals. Er liegt am Boden, mit dem „kalten, blaugefärbten Stahl aus der Hinterseite seines Halses rausstehend.“

### Kapitel 5
Reiko geht nach unten, ihre Socken sind rutschig von Shinjis Blut. Sie schaut nach unten und sieht, dass Shinjis Blut ein rotes Muster auf ihrem weißen Kimono hinterlassen hat. Reiko schminkt sich „für die Welt, die sie zurücklassen wird.“
Reiko zögert, ob sie die Haustür verschlossen lassen soll. Verschlossen würden ihre beiden Körper eventuell erst in mehreren Tagen entdeckt werden. Um nicht in einem zersetzten Zustand gefunden zu werden, entschließt sie sich, die Tür zu öffnen und einen Spalt offenstehen zu lassen.
Reiko geht wieder nach oben und sieht Shinjis Körper, begleitet von einem strengen, modrigen Geruch. Sie hebt Shinjis Kopf und küsst ihn auf die Lippen. Sie findet ein neues weißes Tuch und setzt sich auf dieses, nur wenige Meter vor Shinjis Leichnam. Reiko zieht ihren Dolch raus und führt seine Klinge vor ihre Zunge. Der Stahl hat einen „leicht süßlichen“ Geschmack.
Die Ereignisse danach laufen schnell. Reiko denkt an die Freude, „das Reich, das ihr Ehemann sich bereits zu eigen gemacht hatte, zu betreten.“ Sie freut sich, das Rätsel des Todes zu lösen und die „echte Tragik und Schönheit moralischer Prinzipien“ erleben zu können.
Reiko legt den Dolch an ihren Kehlkopf an und zieht ihn sich mit voller Kraft seitlich durch. Die oberflächliche Schnittwunde macht ihr Kopfschmerzen und bringt ihre Hände zum Zittern. Mit letzter Kraft nimmt sie die Klinge und stößt sie sich wuchtig in ihre Kehle.

## Formalia

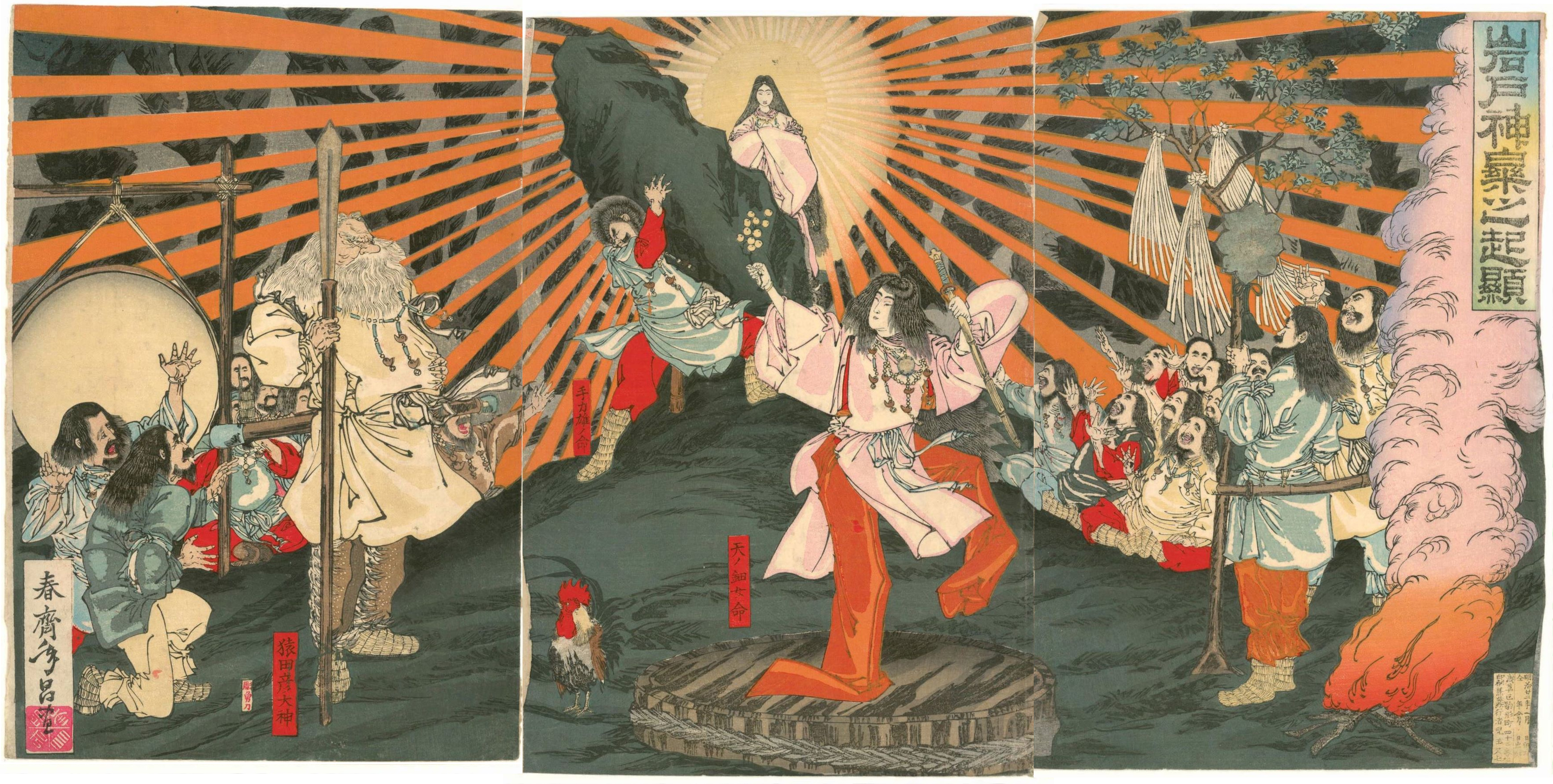
Sonnengöttin Amaterasu beim Verlassen ihrer Höhle

### Erzählform
Patriotismus wird in der 3. Person durch einen auktorialen namenlosen Erzähler geschildert.
Die 3. Person Perspektive ermöglicht dem Autor, zwischen den beiden Protagonisten zu wechseln und zu allen Zeiten ihre Gedanken zu erkunden. Dadurch ist es Mishima möglich, die Beziehung und den Suizid als gemeinsames Geschehen zu verbinden. Ebenso ermöglicht es, die Vielschichtigkeit im Benehmen der Ehegatten offenzulegen, indem er den Kontrast zwischen ihrem äußeren Auftreten und ihren unausgesprochenen, geheimen Gedanken aufzeigen kann.
Auch der Höhepunkt der Geschichte, die Suizide, können durch eine äußere Perspektive im Detail erkundet werden. Der Leser vernimmt minutiös Shinjis Gedanken vor dem Akt und währenddessen und gleichzeitig sind auch sein extremer Schmerz und seine Schwierigkeiten lebhaft beschrieben. Der Horror der Situation wird nur verschärft durch Reikos Perspektive, als sie das schmerzerfüllte, schwitzende Gesicht ihres Ehemannes betrachtet. Reiko fungiert jedoch nicht bloß als Reflexion von Shinjis Taten; der letzte Teil der Geschichte gehört stattdessen ihr allein, während sie Shinjis Selbstmord Revue passieren lässt und ihren eigenen vorbereitet.
Die wechselnden Perspektiven verbinden die Taten der Protagonisten aber nicht bloß zu einer Einheit, sie zeigen auch das genaue Gegenteil auf, nämlich ihre Unfähigkeit, die Gedanken und Schmerzen ihres Gatten wirklich zu teilen. Shinji tötet sich zuerst und als Zeugin ist es Reiko untersagt, einzugreifen. Mit seinem letzten Atemzug ist Shinji also von Reiko getrennt. Über diese kurzweilige Trennung denkt Reiko auch intensiv nach und fragt sich, ob das „Rätsel des Todes“ genauso lösen kann wie ihr Ehemann vor wenigen Minuten. An einer anderen Stelle schwelgt Reiko in Erinnerungen an ihre Kindheit und präsentiert damit dem Leser ein Leben ohne ihren Ehemann. Obwohl sie ihn innig liebt und sich ihm völlig hingibt, ist Mishima bemüht, durch die Erzählperspektive aufzuzeigen, dass sie im tiefen Inneren zumindest teilweise auch Positives aus ihrem alten, getrennten Leben zieht. Ihr Tod vervollständigt die Verbindung zwischen ihr und ihrem Ehemann, aber diese Verbindung muss sie allein herbeiführen.

### Detaillierte Umschreibungen
Patriotismus ist in einer deutlichen Sprache geschrieben und ermöglicht dem Autor dadurch, im feinsten Detail die Umstände, Emotionen und Taten der Figuren zu schildern. Die Gedanken, Wünsche und Erinnerungen der Figuren sind so lebhaft beschrieben, dass sie der Geschichte eine beinahe poetische Note verpassen. Ergänzend werden die Umschreibungen mit Symbolen unterstützt. Shinji beispielsweise wird häufiger als „Sonne“ beschrieben. Im Shintoismus ist die Göttin Amaterasu als personifizierte Sonne die herrschende Göttin. Von ihr erhalten die japanischen Krieger ihre Stattlichkeit und der Tennō spezifisch wird als ihr direkter Nachkomme verstanden. Das Sonnen-Symbol dient aber auch in Form der Sonne als Himmelskörper: Shinji ist die Sonne, um die Reiko – assoziiert mit dem Mond – sich dreht. Die detaillierte und symbolische Beschreibung Shinjis sorgt damit bei dem Leser für dynamische Bilder, die sowohl die Beziehung der Ehegatten als auch ihre wertegebende Kultur widerspiegeln.
Dieser Stil intensiver und klarer Beschreibungen bleibt über die Erzählung konstant, das heißt, er bleibt beständig, unabhängig davon, welche Taten stattfinden. Die Gedanken von Liebe und Zärtlichkeit werden nicht vermindert, sondern sogar verstärkt, durch ihre Assoziation mit Todesgedanken und Auslöschung.
Die Wirkung der intensiven und ehrlichen Herangehensweise Mishimas wird am deutlichsten in Shinjis Suizid. Der Tod ist in einem derart minutiösen Detail beschrieben, dass der Leser jederzeit über die höllischen Schmerzen und die Verunstaltung seines Körpers Bescheid weiß. Im Kontrast zu Shinjis überschwänglichen Gefühlen von Ruhm, Würde und Mut vor dem rituellen Suizid, beschreibt Mishima die ungeschönte Wahrheit um den blutigen, qualvollen Akt der Tötung. Der gewaltsame Suizid agiert als brutaler Einbruch in eine Geschichte, die sich zuvor völlig auf Beschreibungen von ehelicher Zärtlichkeit beschränkte. Dadurch, dass die Detailliertheit aber konstant bleibt, wirkt der Übergang von ruhiger Liebe in rohe Gewalt dennoch fließend und führt die beiden Extremen so zusammen, als ob sie immer Teil eines großen Ganzen gewesen wären.
Der Erzählstil erlaubt Mishima, seine eigenen Werte und Prinzipien offenzulegen: namentlich die Erwägung, dass Liebe, Tod, Leben, Horror, Schönheit und Gewalt alle miteinander verbunden sind und ihnen deshalb ohne Angst zu begegnen ist.

## Motive und Themen

### Liebe und Pflicht

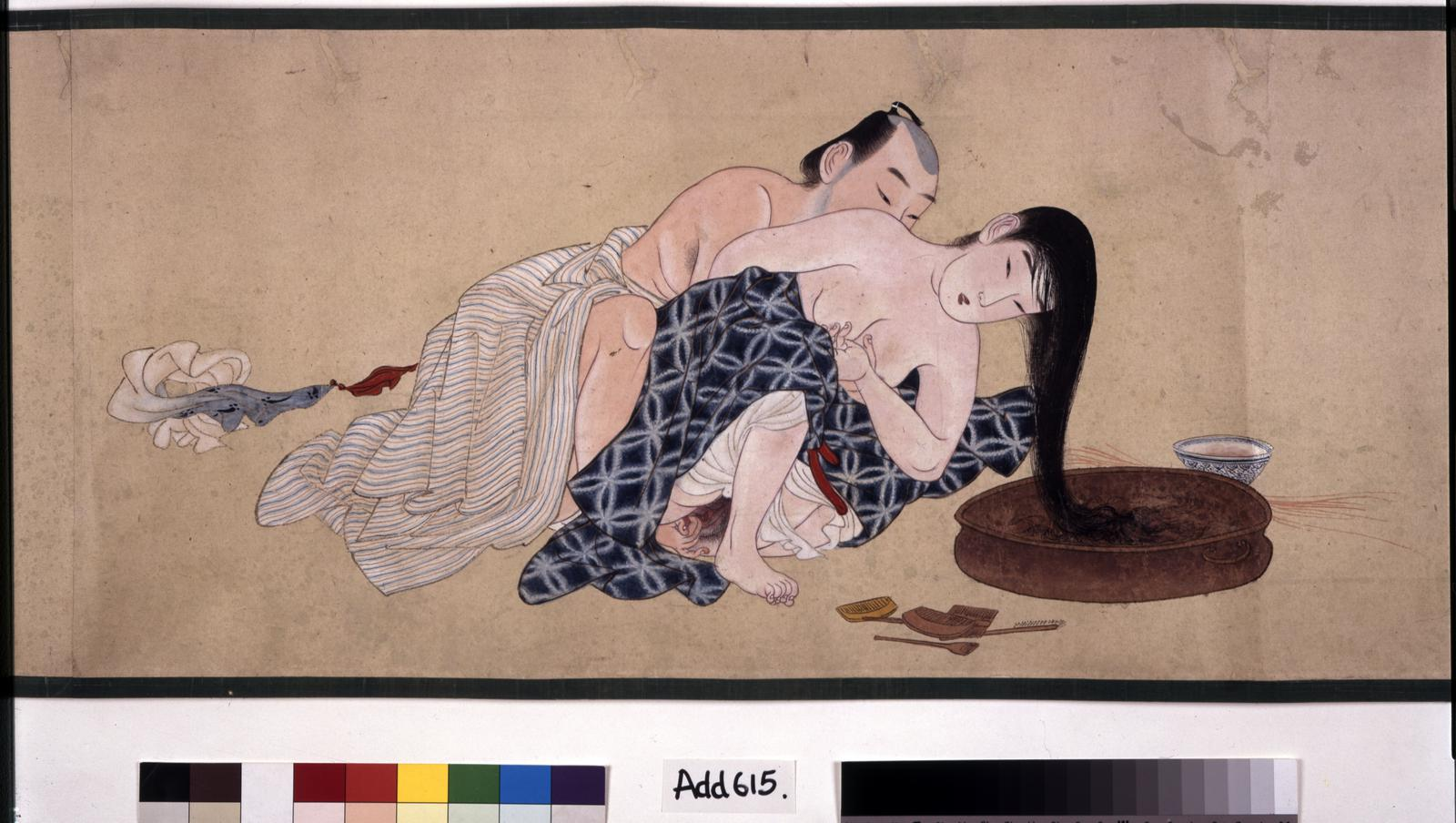
Malerei eines Paares, das romantischen Doppelsuizid begeht.

Patriotismus fungiert als Betrachtung von Liebe und Pflicht. Die primäre Erkundung dieser Konzepte liegt in der Beziehung zwischen Ehefrau und Ehemann. Ebenso geht es aber auch um Liebe und Pflicht zu Idealen, so wie Shinjis idealisiertem Konzept der Armee und dem Land, für das er dient.
Shinji und Reiko lieben einander in den Grenzen einer konventionellen, konservativen Ehe, die den Standard der 1930er Jahre in Japan bildete. Es handelt sich um eine patriarchale Beziehung, in der sich die Ehefrau gänzlich dem Leben ihres Gatten anpasst und für alles Häusliche verantwortlich ist. Der Erzähler berichtet dem Leser, dass Shinji beim Wegräumen der Bettwäsche zum ersten Mal im Haushalt geholfen hat; folglich kurz vor seinem Tod. Mithin präsentiert Mishima eine idealisierte Form eines harmonischen, aber streng konservativen Zusammenlebens zwischen Mann und Frau, welchem wohl auch er Sympathie entgegenhält. Die klassische Rollenverteilung und Reserviertheit der Ehe wird jedoch zum Ende durchbrochen, als sich das Paar kurz vor ihrem Tod ihre wahre Liebe und Zuneigung zueinander offenbart. Diese zeigt sich in kleinsten Gesten, wie Shinjis Hilfe beim Wegräumen der Bettwäsche oder Reikos Schluck vom Sake, obwohl sie nie zuvor Alkohol getrunken hat. Reikos Hingabe zu ihrem Ehemann scheint dennoch intensiver, als andersherum. Lediglich als sie die Holzfiguren betrachtet, schwelgt sie in Erinnerungen an Zeiten ohne Shinji. Dies tut sie jedoch nur, um ihren Weg in den Freitod mental zu bestätigen.
Die Verbundenheit des Paares wird zunehmend intensiver, je näher sie dem Tod kommen. Ihre finalen Suizide werden als ultimative Bestätigung ihres Verbundes dargestellt, untrennbar verlinkt zum Sex, der ihnen vorausging. Die Geschichte suggeriert durch den fließenden Übergang, dass es keinen Unterschied gibt zwischen Reiko, die auf der Brust ihres Mannes liegt, und der Entfernung des Halsbandes, um Shinjis Leid zu beenden.
Diese Gesten von Liebe und Pflicht stehen analog zu der höheren Pflicht, der Shinji sich verpflichtet fühlt: seiner Liebe zu Japan, dem Kaiser und den kaiserlichen Truppen. Er begeht lieber Suizid, anstatt dem Befehl zu folgen, seine Freunde zu bekämpfen. Mehrfach wiederholt er, dass er es einfach nicht kann; nicht bloß weil die Rebellen seine Freunde sind, sondern auch weil er es grundsätzlich als Tragik empfindet, wenn die kaiserlichen Truppen sich untereinander bekämpfen.
Shinjis Dilemma zeigt, dass er sich letztlich einem Ideal verpflichtet hat. In Realität bekämpfen sich die japanischen Truppen und weder seine Prinzipien noch die nationale Harmonie, die er verehrt, existiert. Das einzige, das Shinji und Reiko unter ihrer Kontrolle haben, ist ihr eigenes Leben. So zeigen sie ihre Ideale durch die Liebe zueinander, kulminierend in einem extremen Akt der Selbstopferung.

### Selbstverleugnung
Der wohl wichtigste in der Erzählung vermittelte Wert ist die Verleugnung eines Selbst. Individuelle Sehnsüchte existieren zwar, zum Beispiel die körperliche Sehnsucht der beiden Ehegatten, jedoch halten sie diese unter Kontrolle. Sie versuchen ihr Leben im Einklang mit ihren Idealen zu leben und setzen dadurch ihre Verpflichtung zu Hierarchien, Institutionen und Idealen über ihre eigenen Sehnsüchte. Shinjis Position ist die eines Soldaten, das heißt wenn er einen Befehl erlangt, gegen seine rebellischen Freunde zu operieren, wählt er lieber den Freitod, anstatt sich für oder gegen den Befehl zu positionieren. Sein Leben ist sekundär zu den Prinzipien und der Aussage, die sein Suizid mit sich trägt.
Der Wert der Selbstverleugnung ist am prominentesten in Reiko vertreten. Seit ihrer Hochzeit strebt sie danach, ihr Leben so sehr wie möglich an das ihres Gatten anzupassen. Sie verleugnet ihre eigene Individualität, um ihre Rolle als ergebene Frau erfüllen zu können. An zwei Stellen der Erzählung hinterfragt sie diese Selbstverleugnung: einmal, als sie in Erinnerungen an ihre Vergangenheit schwelgt, und das andere Mal während Shijis Suizides. Sein Akt der Selbstzerstörung zeigt Reiko, dass sie niemals vollends das Leben, die Erfahrungen und den Schmerz ihres Gatten teilen kann. Alles, was sie tun kann, ist ihm durch ihren eigenen Suizid zu folgen.
Suizid wird in Patriotismus als ultimative Form der Selbstverleugnung dargestellt. Indem sie ihr Leben beenden, beweisen die Eheleute, dass Ideale wichtiger sind als ihre eigene Existenz. Die zu vermittelnde Aussage ist, dass es besser ist, das Selbst im Namen seiner Prinzipien zu leugnen, als in einer Welt zu leben, in der diese Prinzipien nicht gelten.

### Loyalität

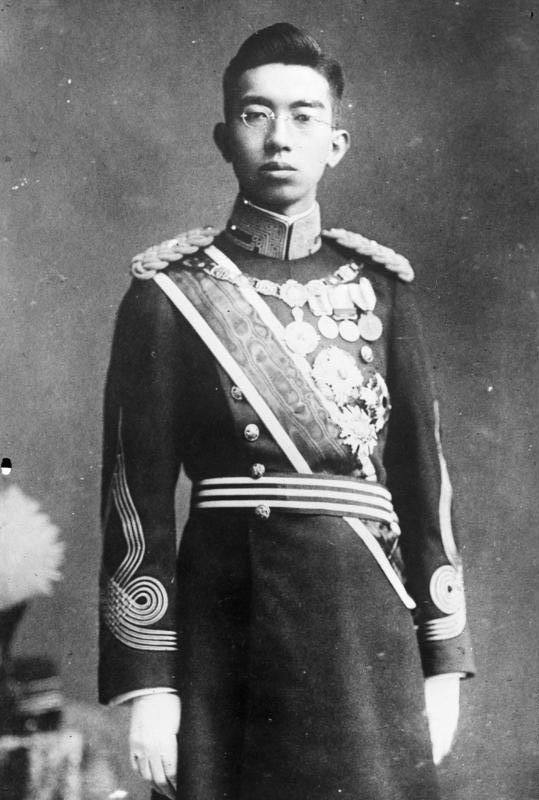
Shinji schwört sich volle Loyalität zum Kaiser Hirohito.

Loyalität ist ein zentrales Thema in Patriotismus. Sämtliche ihrer Formen werden in der Geschichte erkundet. Loyalität bildet auch das Fundament von Shinjis Prinzipien und führt schließlich zu seinem Suizid. Als Mitglied der kaiserlichen Truppen hat er sich zu völliger Loyalität zu seinem Land und dem Kaiser verpflichtet. Ebenso ist er loyal zu seinen Kameraden, weshalb er die Attacke auf die putschenden Rebellen als derart illoyal betrachtet, dass er es für unmöglich hält, sie auszuführen. Seine Loyalität zu seinen eigenen Prinzipien führt ihn deshalb zur Lösung, lieber Suizid zu begehen, als dem Befehl zu folgen. Seine Suizidnotiz „Lang leben die kaiserlichen Truppen!“ soll seinen Suizid auf spirituelle Weise endgültig mit diesen Prinzipien verbinden.
Reiko exemplifiziert die Loyalität einer treuen und liebenden Frau zu ihrem Ehemann. Bereits am ersten Hochzeitstag erklärt sie, ohne zu zögern, ihre Bereitschaft, neben ihrem Ehemann zu sterben. Ihre Hingabe zu ihren Pflichten als Frau sind dadurch ehrlich und absolut. Unmittelbar nachdem Shinji seinen Plan äußert, sich töten zu wollen, bittet sie ihn, ihm folgen zu dürfen. Selbst als Shinjis Schmerzen während des Tötungsaktes deutlich werden, erinnert sich Reiko der Wünsche ihres Ehemannes, nicht einzugreifen. Sie interveniert erst, als Shinji nicht in der Lage ist, seine Tat alleine zu beenden, indem sie sein Halsband abhängt. Auch das endgültige Zeichen ihrer Loyalität, ihren eigenen Suizid, auf den Suizid Shinjis folgend, führt Reiko durch.
Schon vor dem Suizid wird das Paar als Modell einer idealisierten konservativen japanischen Ehe dargestellt. Beide halten sich streng an die ihnen vorgeschriebenen Rollen und zeigen ihre Loyalität zu Traditionen, indem sie jeden Tag vor den Bildern der kaiserlichen Familie beten. Genau diese Form von Hingabe zu der Kultur macht sie in Augen Mishimas zu einem anzustrebenden Ideal.

### Tod
Tod als Thema steht nicht nur im Zentrum der Geschichte, sondern auch im Zentrum der Beziehung von Reiko und Shinji. Bereits am ersten Hochzeitstag bespricht das Paar die Unvermeidbarkeit des Todes und ihre Bereitschaft, diesem Umstand zu huldigen. Die beiden sind entschlossen, miteinander zu leben, aber ebenso miteinander zu sterben. Die Zentralität des Todes in ihrem Leben entspringt Shinjis Beruf als Soldat, in dem er der Möglichkeit eines Todes täglich ins Auge sehen muss.
Selbst bevor Shinji zurückkehrt, huldigt Reiko ihrem Tod und trifft Vorkehrungen dazu. Sie packt ihre Besitztümer und schwelgt in schönen Erinnerungen an ihre Vergangenheit. An keiner Stelle zeigt sie Angst vor dem Tod, ganz im Gegenteil, sie freut sich sogar darauf: Schließlich wird ihr Tod einer im Namen der idealen und pflichtbewussten Ehefrau.
Die Omnipräsenz des Todes verstärkt den Verbund des Ehepaares. Nicht nur wird dies in den letzten intimen Momenten vor dem Akt deutlich, indem sie im Detail die Körper des jeweils anderen inspizieren, sondern auch in Reikos Vorbereitungen, die Shinji mit unvergleichbarer Freude erfüllen. Am Ende ist es das „Rätsel des Todes“, das Reiko den Mut gibt, ihren eigenen Suizid durchzuführen.
Der Tod wird in der Geschichte durchweg ehrlich und keinesfalls verschönt beschrieben. Shinjis Tod ist brutal, schwierig und schmerzhaft. Die Geschichte schreckt nicht vor einer detaillierten Umschreibung zurück und kommuniziert damit die Idee, dass die Entscheidung Shinjis nicht leichtfertig getroffen wurde. Gleichzeitig zeigt es erneut Mishimas eigene Faszination für den Tod, dem nachgesagt wurde, mit Patriotismus seinen eigenen Wunschtod aufs Blatt gebracht zu haben. Durch die Beschreibung macht Mishima deutlich, dass ein Tod, selbst ein brutaler, als Teil von „Wahrheit und Schönheit“ betrachtet werden kann.

### Rituale
Rituale untermauern die wichtigsten Momente der Erzählung und ordnen das Leben der Protagonisten. Jeden Tag betet das Paar vor den Fotografien der kaiserlichen Familie. Der gemeinsame Suizid dient ebenso als Ritual, Shinji und Reiko für immer als Ehefrau und Ehemann aneinander zu binden.
Unmittelbar vor dem Suizid geht das Paar seinen täglichen Ritualen normal nach. Der Umstand eines bevorstehenden Suizids verwandelt normale Begebenheiten wie Baden, Rasieren oder Schminken zu erhöhten Erfahrungen. Die Präsenz des Todes macht selbst die banalsten Tätigkeit zu einem ritualisierten Akt. Selbst der letzte leidenschaftliche Sex bekommt eine ritualisierte Note, als sich beide genau mustern und vorstellen, wie sie beim Tod aussehen werden.
Das ultimative Ritual der Geschichte ist die Form des Suizids, die Shinji wählt. Er stirbt durch Seppuku, ein rituelles Ausweiden mit seinem Soldatenschwert, das vor allem unter den Samurai verbreitet war. Dies transformiert einen bloßen Selbsttötungsakt zu einem entrüsteten Trotzakt eines Offiziers, der sich keinem Befehl untergeben möchte, der nach seinen Prinzipien Verrat ist. Er beendet nicht bloß sein Leben, er beendet es in einer Weise, durch die er seine Hingabe zum Kriegerethos unter Beweis stellt.
Letztlich präsentiert die Geschichte Rituale als Werkzeug des Menschen, in sein chaotisches Leben eine Ordnung zu bringen.

## Symbole

### Sonne und Mond
In der Erzählung wird Reiko mit dem Mond symbolisiert, während Shinji in Assoziation zur Sonne steht. In einer Hinsicht, beschreibt das Bild die Beziehung des Ehepaares. Reiko, deren Leben sich völlig um Shinji dreht, ist wie ein Mond, der sich um die Sonne dreht. Shinji ist wie die Sonne, ein dominanter Partner, der den Weg des Paares diktiert. Der Mond ist untrennbar an den Weg der Sonne gebunden, genauso wie Reiko an Shinjis Weg gebunden ist.
Das Symbol von Sonne und Mond hat darüber hinaus eine tiefverwurzelte Bedeutung in der japanischen Kultur. Amaterasu, die Sonnengöttin und oberste Göttin im Shintō-Glauben, ist die Quelle der japanischen Bevölkerung und Kultur. Von ihr bekamen die japanischen Krieger ihre Courage und ihren Adel. Spezifisch der Tennō gilt als ihr direkter Nachkomme und Repräsentant auf Erden. Die Sonne ist deshalb auch direkt mit dem japanischen Militär verbunden, unter anderem zeigen die Flaggen der japanischen Armee auch die aufsteigende Sonne. Durch das Sonnensymbol wird Shinjis Platz in der Geschichte als Exemplar des japanischen Kriegerethos deutlich. Shinji ist somit in gewisser Hinsicht ein Avatar Mishimas selbst, der ihn wohl auch deswegen in der 1966 veröffentlichten Verfilmung spielte.

### Die Farbe Weiß

Reikos weißer Kimono und Shinjis Blut spiegeln die Flagge Japans wider.

In der japanischen Kultur gilt die Farbe Weiß als Symbol für Reinheit und Heiligkeit. Zusammen mit der Sonne ist sie Teil der Flagge Japans. In der Erzählung nennt Mishima mehrfach im Zusammenhang mit Reinheit. Das Haus des Paares ist beispielsweise von weißem Schnee umgeben, der erst durch die Taten von Menschen zu dreckigem Matsch wird. Dies zeichnet ein weiteres beliebtes Thema in Mishimas Bibliografie, nämlich den Eingriff der Menschen mitsamt ihrem Chaos in die Reinheit der Natur. Gleichzeitig zeigt es die unnatürliche und sündevolle Natur der militärischen Rebellion, die letztlich zu Shinjis Suizid führt.
Am prominentesten ist die Farbe Weiß mit Reiko verbunden. Sie trägt ein komplett weißes Kleid während der Hochzeit mit Shinji und auch während ihres Suizids. Dies steht im Kontrast zum roten Blute, das sich in Reikos Kleid absetzt und sie somit bildlich zur Flagge Japans macht. Das Blutspritzen ist eine symbolische Darstellung des Verderbens der Reinheit und Heiligkeit, ähnlich wie die Geschehnisse um den Putschversuch die japanische Harmonie und Ordnung verdorben haben.
Auch Reikos Haut wird als blass und beinahe weiß beschrieben, wodurch ihre eigene Reinheit und Nobilität beschrieben wird. Es ist damit Teil ihrer Repräsentation als ideale Ehefrau. Sie gilt als pur und nobel wegen ihrer Hingabe zu ihrem Ehemann und ihren Werten, insbesondere in ihrem Suizid zu Ehren ihres verstorbenen Mannes.

## Figuren
- Shinji Takeyama – ein 31-jähriger Leutnant der japanischen kaiserlichen Armee und überzeugter Patriot. Er schwört sich uneingeschränkte Loyalität zum Tennō und lebt das Leben eines Soldaten, für den der Ruhm wichtiger ist als der Rest. Er ist direkter Natur und konfrontiert seine Ehefrau Reiko direkt in der ersten Nacht mit dem Wissen, was er heiße, die Frau eines Soldaten zu sein. Sein Vorstellung ist es, dass seine Ehefrau die Loyalität zum Kaiser nachahmen wird. Shinji lebt nach seinen Idealen und setzt diese notfalls auch über sein eigenes Leben. Als er also in das Dilemma gerät, entweder seine Kameraden oder sein Land zu verraten, wählt er den Freitod.

- Reiko – die 23-jährige Ehefrau Shinjis, mit blasser, beinahe weißer Haut und tiefschwarzen Haar. Sie hat ein leidenschaftliches Verhältnis zu ihrem Ehemann und ordnet sich ihm vollständig unter. Als Shinji verkündet, sein Leben zu beenden, zögert sie nicht, ihm zu folgen. Im Augenblick seines Todes fühlt sie sich plötzlich von ihm getrennt, doch dies weilt nicht lange. Stattdessen möchte sie ihren Bund finalisieren und tötet sich wie versprochen unmittelbar danach.

## Zitate und Erklärungen

### Vom Anfang der Erzählung
„Die letzten Momente des Paares waren solche, die selbst die Götter weinen ließen.“

Die Passage aus dem Anfang der Erzählung etabliert direkt, dass das Paar gestorben ist. Die genannten Götter sind die des Shintō. Sie werden hier genannt, um aufzuzeigen, dass der Tod des Paares nicht bloß im Einklang mit den japanischen Werten steht, sondern sogar so darüber hinausgeht, dass selbst die Götter eine Träne verdrücken.

„Die Frau eines Soldaten muss darum wissen, dass der Tod ihres Ehemanns jederzeit kommen kann.“

Ein Soldat ist mit der Möglichkeit eines plötzlichen und unerwarteten Todes regelmäßig konfrontiert. Das Zitat lässt somit den weiteren Verlauf der Geschichte vorausahnen. Gleichzeitig etabliert es, dass die Eheleute bereit sind, miteinander und füreinander zu sterben.

„Sie war bereit und glücklich, ihrer Zerstörung entgegenzutreten.“

Tod und Zerstörung sind im Regelfall nichts, für das reguläre Personen bereit oder gar glücklich sind. Reikos Attitüde könnte folglich für den Leser abnormal wirken. Sie zeigt aber auch ihre Hingabe zu ihren Prinzipien: Sie möchte ihrem Ehemann gehorchen und dies auch notfalls bis zum Tod. Das Befolgen der Prinzipien macht sie erst glücklich.

### Aus der Mitte der Erzählung
„Ich kann es nicht. Es ist unmöglich sowas zu tun.“

Shinji gesteht unverblümt seine Unfähigkeit, die Rebellen zu attackieren. Es ist nicht bloß eine Frage, was er möchte; er meint, er „könne“ es nicht und es sei „unmöglich.“ Shinji kann sich keine Situation ausmalen, in der es richtig oder möglich wäre, dass die kaiserlichen Truppen sich gegenseitig bekämpfen. Es ist eine Verletzung seines moralischen Kodex und seines Verständnisses der Welt. Faktisch ist es eine solch einschneidende Verletzung, dass ihm nur Suizid bleibt, um dem Befehl zu entgehen. Er kann kein Teil von etwas sein, das er als Sünde betrachtet.

„Ich bitte um dein Einverständnis, dir beiwohnen zu dürfen.“

Ein vermeintlich einfacher Satz, der aber viel Bedeutung mit sich trägt. Reiko sichert ihrem Ehemann die Bereitschaft zu, mit ihm gemeinsamen in den Tod zu gehen. Dies möchte sie jedoch ganz im Einklang mit ihren Prinzipien machen; nach den Prinzipien einer traditionellen Ehe muss sie den Segen ihres Ehemannes bekommen. Indem sie ihn fragt, erfüllt sie zum einen die Prinzipien in ihrer Ehe und zum anderen die Prinzipien hinsichtlich des Todes.

### Vom Ende der Erzählung
„Der Leutnant schien alles zu sehen, was er liebte.“

In Reikos Hingabe und Ergebenheit sieht Shinji nicht bloß seine geliebte Ehefrau, sondern auch sein Land, die Armee und die Flagge, unter der er dient. Passagen wie diese zeigen, wie Shinji besonders seine letzten Lebensmomente in seinem Kopfe mit gewichtiger Symbolik verbindet. Sein Suizid ist für ihn nicht bloß das Ende seines Lebens, sondern ein Ausdruck seiner Prinzipien und seiner Liebe.

„Es war ein Gefühl vollkommenen Chaos.“

Die direkte Aussage übermittelt den Schock und die Desorientation, die Shinji nach dem Stich in den Bauch fühlt. Es ist zugleich der Beginn einer brutalen, langen Todesszene, die im kompletten Kontrast zur restlichen, bis hierhin ruhigen Erzählung steht. Während Shinji die gesamte Erzählung durch seinen Suizid als etwas Edles und Würdevolles dargestellt hat, wird ab hier der Leser mit der physischen Realität eines solchen Aktes konfrontiert.

„Die goldenen Markierungen seiner Epauletten erfassten das Licht und glitzerten.“

Inmitten des Horrors von Shinjis Suizid, lenkt der Erzähler den Augenmerk des Lesers auf einen kleinen Gegenstand von Schönheit. Das Licht, das durch Shinjis Uniform reflektiert wird, verstärkt das Prinzip für das Shinji stirbt: die Integrität der Armee. Im Hinblick auf die Shintō-Gottheiten könnte der plötzliche Lichteinschlag auch als Zustimmung der Tat gewertet werden.

„Es wäre schwierig, sich einen heroischeren Anblick vorzustellen.“

Die Aussage des Erzählers steht im Kontrast zu der abstoßenden und brutalen Beschreibung von Shinjis Selbstverstümmelung. Sein Heroismus liegt aber gerade darin, den Akt zu Ende zu bringen, trotz dieser Beschreibung. Seine Schwierigkeiten mit Schmerz und Blutverlust intensiveren Shinjis Hingabe zu seinem Suizid nur. Heroismus liegt für den Erzähler folglich nicht im Erliegen auf dem Schlachtfeld, sondern im Handeln nach seinen eigenen Prinzipien. Gerade der Umstand schwierig und schmerzhaft zu sein, macht die Tat heroisch.

„Jetzt würde sie das Rätsel lösen.“

Das angesprochene Rätsel ist, was nach dem Tod passiert. Reiko wird sich wie Shinji selbst töten, aber welche Schmerzen und Gedanken sie dabei erleiden wird, kann sie nur verstehen, wenn sie den Akt vollführt. Ihre Entschlossenheit, das Rätsel zu lösen, indem sie sich ersticht, ist ein Zeichen ihrer Hingabe zu ihrem Ehemann. Um ihn und seine letzten Momente zu verstehen, muss sie es ihm gleichtun.

## Erklärung des Titels
Das Kanji 憂 (yū) bedeutet „Sorge“ oder „Beunruhigung“. Obwohl Yūkoku wortwörtlich übersetzt „Patriotismus“ heißt, liegt dem Wort in der japanischen Sprache eher eine Bedeutung im Sinne von „Sorge um das Land“ bei. Eine andere Übersetzung von Yūkoku wäre „Melancholie.“

## Hintergrund

### Vorbild
Nach dem Erscheinen der Geschichte wurde spekuliert, ob Mishima den Protagonisten Shinji nach einer bestimmten Persönlichkeit modelliert hat. Gerüchte, dass Hisashi Kono – ein Soldat, der sich nach dem Februarputsch das Leben nahm – als Vorbild agierte, wies der Autor entschieden zurück. Insbesondere der Umstand, dass sich Hisashi nicht aus einem Gewissenskonflikt, sondern aufgrund seiner Verletzungen für Suizid entschied, ließ ohnehin schon vorher Zweifel aufkommen.
Später wurde herausgefunden, dass sich Mishima eventuell auf Leutnant Kenkichi Qingdao bezogen haben könnte. Dieser beging am Morgen des 29. Februar im Alter von 31 Jahren zusammen mit seiner 23-jährigen Ehefrau Kimiko Selbstmord, nachdem er die Sorge entwickelte, die kaiserlichen Truppen könnten einander angreifen. Auch der Abschiedsbrief Kimikos ähnelt dem Reikos; er sagt: „Nun ist der Tag gekommen, eine Soldatenfrau zu sein.“
Auf Anraten eines ehemaligen Jugendoffiziers, mit dem er eine Affäre hat, änderte Mishima die Armee seiner Hauptfigur von der „Konoe Logistics Battalion“ zum „Konoe Infantry Regiment“. Dies geschah wohl auch, da Leutnant Qingdao bei den „Konie Logistics Battalion“ war und Mishima vermeiden wollte, dass Patriotismus augenscheinlich auf dessen Leben basiert.

### Schreibprozess

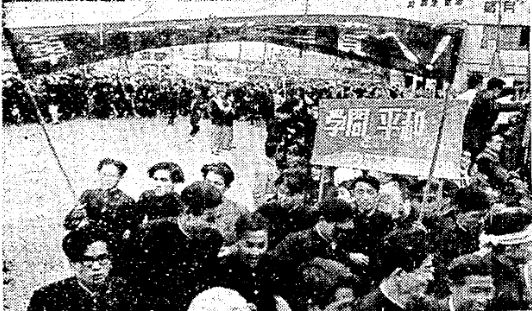
Foto der Zengakuren im Jahr 1953. Zu diesem Zeitpunkt verliefen Proteste noch Großteils friedlich.

Mishima bekam die Idee zu Patriotismus, als die Großdemonstrationen gegen den Ampo-Vertrag ihren Anfang fanden. Auch wenn er sich nicht unmittelbar selbst an den Protesten beteiligte, observierte er das Verhalten der Demonstranten auf den Straßen und sammelte Zeitungsausschnitte. Im Juni 1960, dem Höhepunkt der Proteste, verfasste Mishima einen Kommentar für die liberale japanische Tageszeitung Mainichi Shimbun unter dem Titel Eine politische Ansicht. Zentrale These des kritischen Essays ist, dass linksradikale Gruppierungen wie die Zengakuren und linke Parteivertreter aus der Sozialistischen Partei Japans und Kommunistischen Partei Japans den Vorwand „die Demokratie Japans zu retten“ nutzen, um durch die gewalttätigen Proteste heimlich ihre eigenen Interessen durchzusetzen. Mishima warnte vor der Gefahr japanischer Bürger, Ideologen zu folgen, die ihnen populistische Lügen im Gewand angeblicher sozialer Gerechtigkeit andrehen.
Kurz nachdem die Großdemonstrationen ihr Ende nahmen, verfasste Mishima mit Patriotismus in gewisser Hinsicht seine Ansicht auf die „linke Übernahme“ Japans. In seiner Nachschrift aus dem Jahr 1965 bestätigte Mishima, was ohnehin schon vermutet wurde: „Es fällt schwer das zu sagen, aber Shinji bin Ich.“
Für die Fusion von Tod und Erotik ließ sich Mishima durch Georges Bataille inspirieren:

„Patriotismus folgt einer ähnlichen Werkstruktur wie die Werke des großartigen Batailles. Der Anblick von Liebe und Tod, die perfekte Verschmelzung und die synergistische Wirkung des Eros, sind das einzige Glück, das ich vom Leben erwarte.“

### Die Kurzgeschichte als Manifest
Patriotismus ist eine Kurzgeschichte, die auch als politisches und ästhetisches Manifest des Autors Yukio Mishima fungiert. Die Kurzgeschichte ermöglichte Mishima, seine politischen und artistischen Ideen durch die Linse der Fiktion offenzulegen. Die beiden Protagonisten leben in ihrer Hingabe zueinander und zu den Idealen des imperialistischen Japans, Mishimas eigene Ideale aus; namentlich seine Vorstellung eines harmonischen ehelichen Zusammenlebens und seine Vorstellung der unendlichen Treue zum Tennō.
Neben seiner Nutzung als Manifest über seine eigenen rechten politischen Ansichten, nutzte Mishima Patriotismus auch als Manifest seiner eigenen Konzeption von Wahrheit und Schönheit. Seine lebhaften Beschreibungen von ehelicher Ruhe und gewaltsamen Tod werden in ein artistisches Gesamtprodukt kombiniert.
Nicht zuletzt fungiert die Geschichte als Manifest seiner eigenen Taten. Sein eigener ritueller Suizid am 25. November 1970, nach einem gescheiterten rechten Putschversuch, spiegelt die Handlung in Patriotismus wider. Mishima schrieb damit so gesehen bereits zehn Jahre vor seinem eigentlichen Ableben, wie sein späterer Tod aussehen würde.

### Chronologie der Veröffentlichung
Patriotismus erschien ursprünglich in der Winterausgabe des Shōsetsu Chūōkōron beim Chūōkōron-Shinsha-Verlag und wurde am 30. Januar 1961 in der Kurzgeschichtensammlung Sutā zusammen mit Stern und Drei Millionen Yen bei Shinchosha wiederveröffentlicht. Später, im Jahr 1966, wurde die Erzählung zusammen mit Die Stimmen der heroischen Toten und Zehntages Chrysanthemen in der sogenannten Februarputsch-Trilogie zusammengefasst. Die Taschenbuchausgabe erschien am 15. September in Kombination mit Der Wald in voller Blüte bei Shincho Bunko. Mittlerweile ist Patriotismus auch als einzelnes Werk zu erhalten.
Im Zuge der Filmveröffentlichung von Patriotismus erschien am 10. April 1966 in limitierter Auflage eine unbenannte Magazinreihe, in der im Detail der Produktionsprozess des Films beleuchtet wird.

## Historischer Kontext

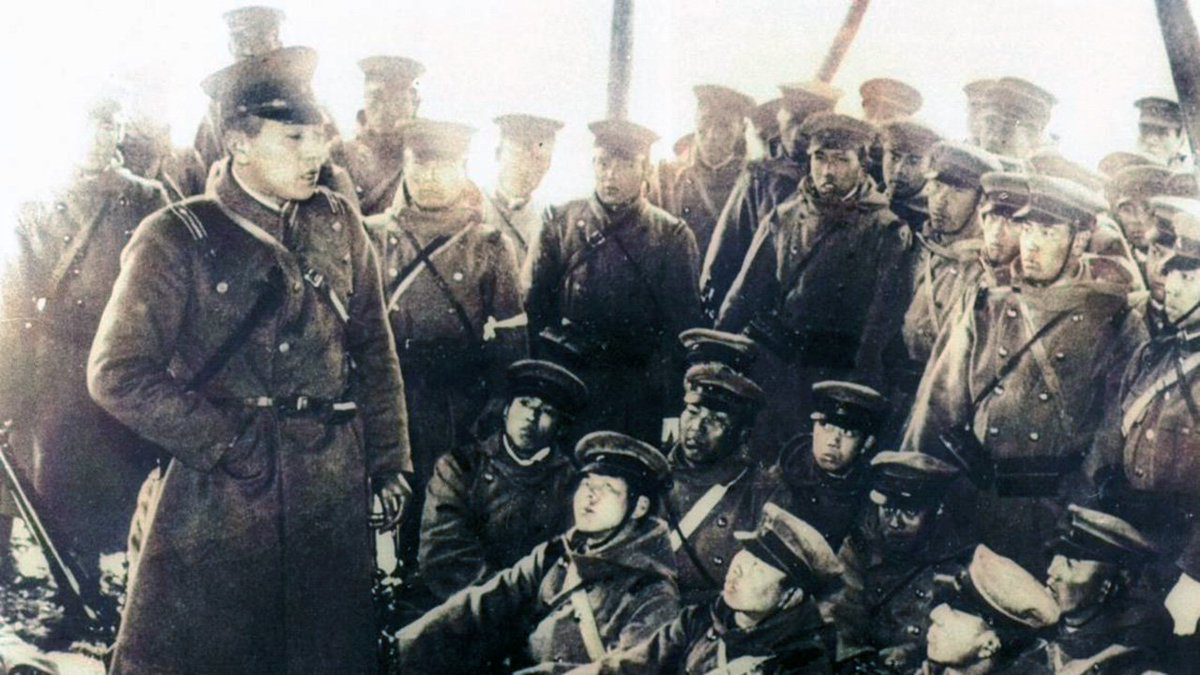
Fotografie der Rebellen am 26. Februar.

### Ritueller Suizid
In der Erzählung begeht Shinji Seppuku, eine ritualisierte Form des Suizids, die von der Samurai-Klasse praktiziert wurde. Die Samurai waren der Kriegerstand des vorindustriellen Japans und regierten das Land wesentlich vom zwölften Jahrhundert bis zur Meiji-Restauration 1868 mit. Die Samurai legten sich selbst einen strikten Ehrenkodex, den Hagakure, auf. Ein Samurai, der diesen Kodex nicht erfüllen konnte, in einer Schlacht geschlagen wurde oder sich gegen seine Kameraden auflehnen wollte, wählte Seppuku. Ein bewusster Seppuku ermöglichte einem Samurai in voller Ehre zu sterben.
Seppuku läuft immer nach demselben Muster: Zunächst wird der Bauch durch ein scharfes Schwert seitwärts von links nach rechts ausgeweidet. Diese besonders schmerzvolle und schwierige Form des Suizids war intendiert, um den Mut und die Hingabe des Suizidenten zu demonstrieren. Später wurde das Ritual minimal verändert: Nun wurde der Samurai durch einen Kaishakunin begleitet, der im Moment des Schneidens den Kopf des Suizidenten abtrennt, um ihm quälende Schmerzen zu ersparen.
Im modernen Zeitalter wird Seppuku quasi nicht mehr praktiziert. Lediglich in wenigen Fällen, in denen ein Zeichen gesetzt werden soll, kommt es noch vereinzelt vor. So zum Beispiel beim Suizid Mishimas im Jahr 1970.

### Der Februar-Putsch

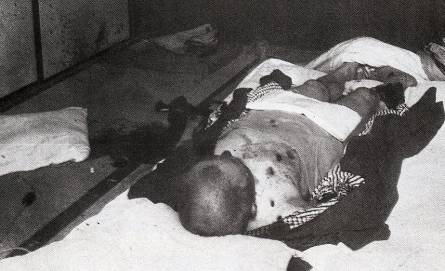
Leichnam des beim Putschversuch getöteten Watanabe Jōtarō.

Die Geschichte von Patriotismus spielt um den Putschversuch in Japan vom 26. Februar 1936. In diesem wollten rechtsradikale Jungoffiziere im Namen des Tennō die Regierung Japans absetzen. Insbesondere Japans Zustimmung zum Londoner Flottenvertrag, durch den die U-Boot-Kriegsführung und der Schiffbau limitiert wurden, verärgerte die Rebellen. Ihr Anliegen war, dass die japanische Regierung die Essenz der japanischen Kultur, namentlich den Kaiser, untergraben wolle, um das Land mit Korruption und westlichem Kapitalismus zu fluten. Sie forderten deshalb, den Kaiser in seine Prä-Meiji-Rolle als alleiniger Machthaber Japans einzusetzen.
Am 26. Februar besetzten über 1400 Soldaten sämtliche Regierungsgebäude und töteten oppositionelle Regierungsmitglieder. Der Tennō Hirohito hingegen verdammte die Taten der Rebellen und rief den Ausnahmezustand aus. Am 29. Februar wurde der Putschversuch endgültig zerschlagen und die meisten Rebellen exekutiert.

## Verfilmung
Patriotismus (japanisch 憂國, Yūkoku) ist ein 1966 veröffentlichter Kurzfilm unter Regie von Yukio Mishima. Er basiert auf der gleichnamigen Kurzgeschichte aus dem Jahr 1960.

### Handlung
Die Handlung gleicht sich im Wesentlichen mit der der Kurzgeschichte, ist jedoch anders gegliedert.
Eröffnung
Der Film beginnt mit einem Eröffnungstext, der die Ausgangslage beschreibt:

„Im Februar 1936 wurde im Großraum Tokio der Ausnahmezustand ausgerufen. Grund war ein Putschversuch, durchgeführt von einer kleinen Gruppe Jungoffiziere. Sie bestanden darauf, loyaler zum Kaiser zu sein als die korrupten Kabinettmitglieder, die sie getötet hatten. Leutnant Takeyama war Mitglied der Gruppe, doch es wurde entschieden, ihn nicht am Putsch teilhaben zu lassen. Die anderen wollten ihn nicht in die Gefahr verwickeln, da er erst vor kurzem Reiko, seine schöne Frau, geheiratet hatte. Zuerst schien der Putsch erfolgreich, aber nur wenig später wurde der Aufstand durch militärische Verfügungen zerschlagen. Takeyama war immer noch Mitglied der Palastgarde. Der Zeitpunkt, an denen er gegen seine alten Kameraden kämpfen müsste, an denen er seine engsten Freunde als Rebellen töten müsste, kam näher.“

Kapitel 1: Reiko
Das Kapitel beginnt mit einem Text:

„Reiko, die Frau des Leutnants, sah seine Überzeugung, zu sterben, als er am verschneiten Morgen das Haus verließ. Sollte er sterben und nicht zurückkehren, ist sie entschlossen, ihn in den Tod zu folgen. Während sie ihre Besitztümer einsammelt, die sie Familie und Freunden hinterlassen möchte, denkt sie an die Liebe ihres Mannes.“

Reiko sitzt unter einem Kanji-Gemälde, das „volle Aufrichtigkeit“ sagt und wartet auf den Leutnant. Sie malt ein Bild, das „Besitztümer von Reiko“ sagt und sammelt ihre Holzfiguren zusammen. Reiko ist sich bewusst, dass, wenn Shinji zurückkehrt, beide sterben werden. Dennoch hat sie keine Angst, da die Erinnerung an die ewige Liebe mit Shinji diese verdrängen. Sie erinnert sich an die glücklichsten Momente ihrer Ehe und ihres gemeinsamen Lebens.
 Kapitel 2: Die Rückkehr des Leutnants
Das Kapitel beginnt mit einem Text:

„Um Mitternacht, der Schnee fällt, erscheint der Leutnant plötzlich vor der Tür. Seine Schicht wurde gewechselt und er erklärt, dass er bis morgen freigestellt wurde, wenn er seine Kameraden töten muss. ‚Ich kanns nicht tun. Ich kann nicht.‘ Takeyama, ein hingabevoller Soldat, kann den Gedanken seine engsten Freunde zu töten nicht aushalten. Er kann den Gedanken, den Kaiser zu verraten nicht aushalten. Der Widerspruch stößt ihn ab. Als Nachfahre einer Samurai-Familie, ist die einzige ehrhafte Lösung Harakiri zu begehen. „Ich weiß wie du dich fühlst“, sagt Reiko leise, „und ich werde dir folgen, wo auch immer du hingehst.“ Takeyama ist außer sich vor Freude. „Danke. Wir werden gemeinsam eine neue Welt betreten. Aber lass mich bitte zuerst sterben und folge mir dann. Ich darf nicht versagen.“ Ihr ungeplantes Lachen zeigt das unergründliche, gegenseitige Vertrauen. Der Tod ist nicht mehr beängstigend. Reiko fühlt sich wie an ihrer Hochzeitsnacht.“

Nach dem Februarputscht bekommt Shinji den Befehl, einige seiner Kollegen zu töten. Als er sich eingesteht, dass er es nicht kann, erzählt er seiner Frau vom Seppuku. Sie stimmt ihm zu und sie planen, sich gemeinsam zu töten.
Kapitel 3: Die letzte Liebe
Das Kapitel beginnt mit einem Text:

„Das hier ist so pur und leidenschaftlich wie ein Ritual vor den Göttern. Sie haben das erste Mal in ihrem Leben die Möglichkeit, ihre innertiefsten Geheimnisse und Sehnsüchte preiszugeben. Erst der Leutnant und dann Reiko, die alle Schüchternheit im Gesicht des Todes abgelegt hat.“

Ihr Schicksal akzeptierend, schlafen Reiko und Shinji ein letztes Mal miteinander. Während des Aktes küsst Reiko den Körper des Leutnants und eine Vielzahl von Nahaufnahmen zeigt ihre nackten Körper ineinander verhakt. Es handelt sich um eine abstrakte Montage von Gesichtern, Armen und Oberkörpern. Die Szene mit beiden nackt aufeinanderliegend.
Kapitel 4: Der Leutnant begeht Harakiri
Shinji begeht Harakiri mit der Hilfe seiner Frau Reiko. Während er sich mit dem Schwert ersticht, erbricht er und sein Bauch lässt große Mengen an Blut los.
Kapitel 5: Reiko begeht Suizid
Reiko bereitet sich vor, ihrem Ehemann zu folgen. Sie schminkt sich und setzt sich neben den Leichnam ihres Mannes. Sie hält ein Messer mit einem Lächeln in ihrem Gesicht. Der Film endet mit einer Weitaufnahme des Paares, nackt und tot aufeinanderliegend.

### Stil
Patriotismus ist ein stummer, in etwa 28-minütiger Schwarzweißfilm mit langen Titelsequenzen, die Geschichte und historischen Hintergrund erklären. Er enthält visuelle Referenzen an das Nō-Theater: Der Film spielt nur in einem Raum und ist zusammengesetzt aus statischen Weitaufnahmen und langsamen Nahaufnahmen. Mithilfe des Kinematografen Watanabe Kimio kreierte Mishima einen extrem scharfen Schwarzweiß-Kontrast, sodass das Weiß der Kulisse und Reikos Kimono ebenso zur Geltung kommen wie das dunkle Schwarz des Blutes.
Das aufgehängte Gemälde mit dem Inhalt „volle Aufrichtigkeit“ agiert als wichtiges visuelles Element. Wie der gesamte Film an sich bleibt es stumm, aber beständig. Damit erinnert es den Zuschauer laufend an die Hingabe zwischen Reiko und dem Leutnant und die Hingabe zu der Nation und Harakiri.

### Produktion
Der Film wurde innerhalb von zwei Tagen im Geheimen gedreht.

### Veröffentlichung
Patriotismus wurde originär durch Japan Art Theatre Guild am 12. April 1966 publiziert. Eine Wiederveröffentlichung erschien durch Tōhō am 15. Juni 1966.
Nach Mishimas Suizid am 25. November 1970 verlangte seine Frau, alle existierenden Kopien des Films zu zerstören. Dennoch wurden 2005 originale Negative in perfekter Verfassung in einem Tokioter Teehaus gefunden. Der Film wurde 2006 als DVD in Japan veröffentlicht und 2008 durch The Criterion Collection auch in den USA.

### In anderen Medien
Die Band Laibach nutzt Ausschnitte aus dem Film für ihr Musikvideo zu Le Privilège des morts.